# Charles Gyamfi
Charles Kumi Gyamfi (ur. 4 grudnia 1929 w Akrze – zm. 1 września 2015 tamże) – ghański piłkarz grający na pozycji pomocnika. W swojej karierze grał w reprezentacji Ghany.

## Kariera klubowa
Swoją karierę piłkarską Gyamfi rozpoczął w klubie Sailors FC, w którym zadebiutował w 1947 roku. W 1948 roku grał w klubie Ebusua Dwarfs, a w latach 1949-1953 występował w Asante Kotoko SC. W latach 1954–1955 był piłkarzem Kumasi Great Ashantis. W 1956 roku przeszedł do Hearts of Oak. W sezonach 1956 i 1958 wywalczył z nim dwa tytuły mistrza Ghany. W latach 1960–1961 był zawodnikiem Fortuny Düsseldorf, w której zakończył karierę.

## Kariera reprezentacyjna
W reprezentacji Ghany Gyamfi zadebiutował w 1950 roku. Grał w niej do 1961 roku.

## Kariera trenerska
Po zakończeniu kariery piłkarskiej Gyamfi został trenerem. W latach 1963–1965 był selekcjonerem reprezentacji Ghany. W 1963 roku wygrał z nią Puchar Narodów Afryki 1963. W 1964 roku prowadził kadrę na Igrzyskach Olimpijskich w Tokio. W 1965 roku ponownie doprowadził Ghanę do zwycięstwa w Pucharze Narodów Afryki. W 1972 roku prowadził kadrę olimpijską podczas Igrzysk Olimpijskich w Monachium. W latach 1982–1983 ponownie był selekcjonerem ghańskiej reprezentacji i w 1982 roku po raz trzeci wygrał z nią Puchar Narodów Afryki.
Gyamfi prowadził również takie kluby jak Municipal Club, AFC Leopards i Ashanti Gold SC.